# Staurodiscus vietnamensis
Staurodiscus vietnamensis is een hydroïdpoliep uit de familie Laodiceidae. De poliep komt uit het geslacht Staurodiscus. Staurodiscus vietnamensis werd in 1962 voor het eerst wetenschappelijk beschreven door Kramp. 